# Henrik Schager (arkitekt)

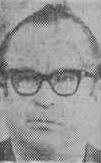
Henrik Schager

Henrik Vilhelm Schager, född 12 januari 1913 i Norrköping, död 22 januari 1985 i Skara, var en svensk arkitekt.
Schager, som var son till tullkontrollör Henrik Schager och Sigrid Mandelöf, avlade ingenjörsexamen i Norrköping 1934 och utexaminerades från Kungliga Tekniska högskolan 1945. Han var anställd på olika arkitektkontor i Stockholm 1945–1947, på länsarkitektkontoret i Linköping 1947–1950 samt var stadsarkitekt i Ljungby stad 1950–1955 och Skara stad/kommun från 1959. Han bedrev egen arkitektverksamhet från 1955. Schager är begravd på Borgs kyrkogård.